# Jabil
Jabil Inc. er en multinational amerikansk elektronikproducent med hovedkvarter i Saint Petersburg, Florida. De fremstiller elektronik på kontrakt for andre virksomheder og har 100 fabrikker i 30 lande og i alt 260.000 ansatte.
Virksomheden blev etableret som en printpladeproducent i 1969.